# حوزه انتخابیه چهل‌وهفتم کالیفرنیا
حوزه انتخابیه چهل‌وهفتم کالیفرنیا یک حوزه انتخابیه مجلس نمایندگان آمریکا است که در ایالت کالیفرنیا قرار دارد.